# Eddie Reyes
Eddie Reyes nació el 19 de noviembre de 1972 en Amityville, Nueva York. Es el fundador y guitarrista de Taking Back Sunday desde 1999 hasta 2018.

## Biografía
Eddie Reyes pronto cambió su sueño de ser arquitecto por la música. Comenzó en las bandas de hardcore Mind Over Matter y después fundó No Thought, junto a Josh DeMarco, Artie Philley, Russ Greiner y Paul Brinkmann. Sin embargo, deciden que la voz de Paul es demasiado melódica y alistan a George Fullan, para después renombrar su banda a Clockwise. Los continuos cambios en la banda hacen que se desintegre y Reyes ingresa en Inside.
En 1997 funda su primera banda exitosa, The Movielife. Pero abandona la formación sin haber grabado ningún trabajo con ellos. Antes de fundar Taking Back Sunday forma otra banda, ésta sin demasiado éxito llamada Runner Up.
En 2001, Reyes forma Taking Back Sunday en Long Island junto a Jesse Lacey, Mark O'Connell, John Nolan y Antonio Longo. Reyes y O'Connell son los únicos miembros originales de la banda que han sobrevivido a los continuos cambios en la formación. Con TBS ha grabado dos EP, una demo y tres álbumes de estudio.
En 2018, se anunció que el guitarrista fundador Eddie Reyes se separó de la banda.